# 意粉屋

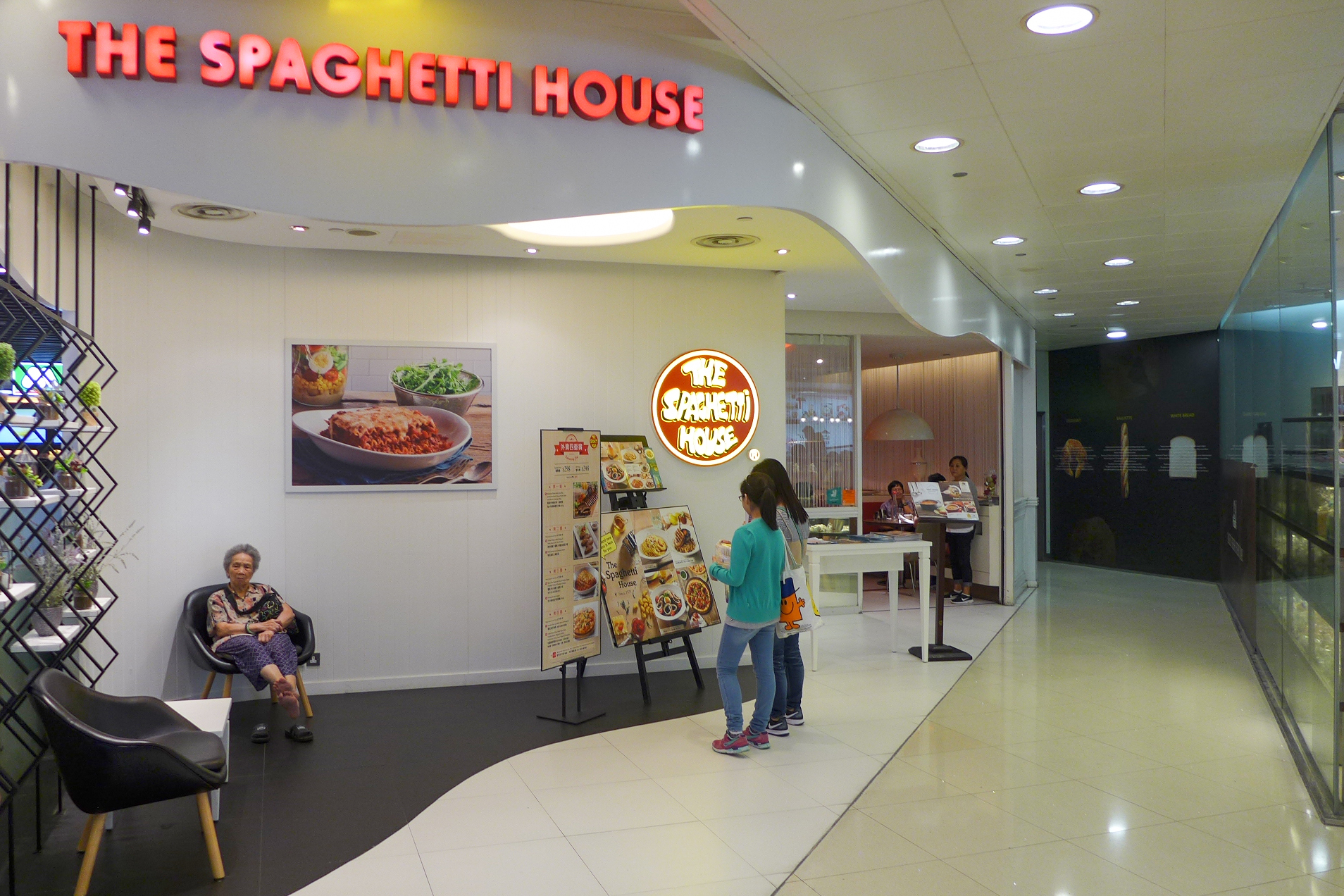
意粉屋在東港城分店（已結業）

意粉屋（英文：The Spaghetti House），是香港大家樂集團旗下一間中檔西式連鎖餐廳。
目前意粉屋業務集中於港九新界的大型購物商場內和主要旅客區。

## 簡介
意粉屋於1979年由一位澳洲及一位英國人創立於香港勿地臣街，被大家樂集團於1991年收購，全盛時有26間分店，截至2025年6月，僅擁有6間分店，分布於銅鑼灣、尖沙咀、旺角、沙田、荃灣及將軍澳，提供傳統意式薄餅、意大利麵食、歐陸飯類、芝士火鍋等超過150多種菜式選擇。近年，意粉屋除了發展本地業務外，也積極以特許經營的方式開拓東南亞市場，於印尼開設兩間加盟店。

## 分店
- 沙田新城市廣場一期
- 太古城中心
- 銅鑼灣翡翠明珠廣場
- 旺角雅蘭中心
- 將軍澳PopCorn 2
- 荃灣荃灣廣場

#### 已結業分店
- 沙田新城市廣場一期
- 尖沙咀北京道 (最後營業日為2022年9月25日)
- MOKO (最後營業日為2024年2月25日)
- 灣仔中海外大廈 (最後營業⽇為2025年2⽉14⽇)

## 事故

### 智障工受虐事件
2014年7月，一名曾於意粉屋香港金鐘海富中心分店工作的員工披露，該店一名任職洗碗工的智障人士於過去三年間不斷遭到廚房內同事以掌摑、雙手反綁，以皮帶扣頸、強逼「扮狗吠」及「捐褲襠」、強迫請食消夜及墊支落注買馬雙手反綁等方式欺凌虐待，引起網民在各大討論區熱烈討論。香港勞工及福利局局長張建宗均表示關注事件。大家樂指收到有關報告，已即時作出調查，在完成調查後會作出適當跟進，重申該公司非常重視員工操守，有一套嚴格要求。